# Seznam makedonskih nogometašev
Seznam makedonskih nogometašev.

## A
- Arsim Abazi
- Ferat Abduli
- Karlos Adelicio Abrilio
- Šaban Aburamani
- Nove Aceski
- Abdulrašid Adams
- Lukmoi Adelunde
- Emir Adem
- Festim Ademi
- Vedat Ademov
- Jesus De Aguinaldo
- Afrim Ajdini
- Eftim Aksentiev
- Martin Alagjozovski
- Aleksandar Aleksovski
- Sašo Aleksovski
- Sašo Aleksovski
- Ilber Ali
- Kemal Alomerovic
- Duško Andonov
- Boris Angeleski
- Pero Angeleski
- Stojan Angelov
- Toni Angelov
- Dime Angelovski
- Gjoko Angelovski
- Igor Angelovski
- Erdzan Arif
- Erdzan Arif
- Škumbin Arslani
- Igor Arsovski
- Redzep Asani
- Oliver Askov
- Jani Atanasov
- Toni Atanasov
- Gabriel Avija
- Avni Aziri

## B
- Kuzman Babeu
- Saško Bajlozov
- Elvis Bajram
- Idan Bajrami
- Muarem Bajrami
- Muharem Bajrami
- Almir Bajramovski
- Kuštrim Balaži
- Toni Banduliev
- Okvućukvu Bani
- Alaedin Batijar
- Husein Beganovic
- Daniel Belčev
- Marjan Belčev
- Zoran BešoviĆ
- Omer Biševac
- Omer Biševac
- Dejan Blaževski
- Goran Bocevski
- Antonio Bogatinov
- Antonio Bogatinov
- Martin Bogatinov
- Borće Bogoevski
- Veselin Bojić
- Emir Borić
- Goran Bosilkovski
- Darko Božinov
- Bobi Božinovski
- Pepi Božijanov
- Dejan Branković
- Vladica Brdarovski
- Slaviša Brković
- Dragan Brnjacevski
- Toni Brnjarćevski

## C
- Ardijan Cuculi
- Goran Curev
- Boban Cvetanovski
- Bojan Cvetanovski
- Gjoko Cvetanovski
- Dejan Cvetkovski
- Oliver Cvetkovski

## Č
- Radica Čoneva

## Ć
- Vladica Ćekić
- Koćo Ćaćev
- Elvir Ćakal
- Esad Ćolakovic
- Cvetan Ćurlinov

## D
- Blagojće Dameski
- Igor Damjanoski
- Vladan Damjanović
- Vlado Davitkov
- Elijas Da Deilson
- Zlatko Delovski
- Agron Demiri
- Amir Demiri
- Ertan Demiri
- Ertan Demiri
- Vladimir Despotovski
- Vladimir Despotovski
- Garsija Vidal Diego
- Ljupćo Dimitkovski
- Bojan Dimitrievski
- Darko Dimitrovski
- Dejan Dimitrovski
- Dejan Dimitrovski
- Igor Dimov
- Saško Dimov
- Sasko Dimov
- Goran Dimovski
- Goran Dimovski
- Stojan Dimovski
- Marko Divjak
- Jovica Donćevski
- Aleksandar Donev
- Aleksandar Donev
- Blagoj Donev
- Mihail Donev
- Nedzat Dražanin
- Boban Džangarovski

## E
- Toni Eftimov
- Armend Elezi
- Elif Elmas
- Ilir Elmazovski
- Emerson
- Sousa de Emerson
- Souza De Emerson
- Izair Emini
- Vulnet Emini
- Burhan Emurlahu
- Robert Endekovski
- Robert Endekovski

## F
- Haris Fakic
- Haris Fakić
- Nermin Fatić
- Blerim Ferati

## G
- Filip Gačevski
- Nikola Gavrovski
- Goranco Georgiev
- Vasko Georgiev
- Vasko Georgiev
- Dejan Georgievski
- Dejan Georgievski
- Slavćo Georgievski
- Slavco Georgievski
- Blagoja Gešovski
- Vladimir Ghilas
- Miroslav Gjokić
- Željko Gjokić
- Nikola Gjorćev
- Sašo Gjorevski
- Stole Gjorgiev
- Blaže Gjorgioski
- Krste Gjorgioski
- Aleksandar Gjoševski
- Blagoja Gjurćevski
- Blagoja Gjurćevski
- Gligor Gligorov
- Nikola Gligorov
- Ivica Gligorovski
- Vlatko Gošev
- Marjan Grozdanovski
- Goce Gruevski
- Aleksandar Grujoski
- Blerim Gudjufi

## H
- Edmond Hodža
- Goran Hristovski

## I
- Emejun Stenli Ibe
- Agim Ibraimi
- Besart Ibraimi
- Esad Ibraimi
- Redzep Ibraimoski
- Mensur Idrizi
- Stojan Ignatov
- Darko Ignjatovski
- Miki Iliev
- Igor Ilievski
- Milan Ilievski
- Baže Ilijoski
- Genc Iseni
- Ismail Ismaili
- Skender Ismaili
- Arben Ismani
- Blagoje Istatov
- Orhan Isufi
- Dragan Ivanov
- Aleksandar Ivanovski
- Daniel Ivanovski
- Filip Ivanovski
- Nikola Ivanovski
- Todor Ivanovski
- Todor Ivanovski

## J
- Daniel Jakimovski
- Dragan Jakovlevski
- Sašo Janev
- Branislav Janevski
- Zlatko Jangelovski
- Dubois Armand Jankep
- Marek Jankulovski (igra za Češko)
- Miki Jonoski
- Gjokan Josufoski
- Daniel Jovanovski
- Gjorgji Jovanovski
- Goran Jovanovski
- Goran Jovanovski
- Zoran Jovanovski
- Zoran Jovanovski
- Gogo Jovćev
- Aleksandar Jovkov
- Aleksandar Jovkov
- Armed Jusufi
- Armend Jusufi
- Bekim Jusufi

## K
- Jetrim Kadriu
- Leonard Kalaba
- Dimitar Kapinkovski
- Dragan Karakaćanov
- Rade Karanfilovski
- Nikola Karćev
- Zlatko Kareski
- Vladimir Kašic
- Dejan Kebakoski
- Jeton Kerimi
- Aleksandar Kirkov
- Ljupćo Kmetovski
- Ljupco Kolev
- Dejan Koskarov
- Darko Kostovski
- Jovan Kostovski
- Dejan Kosturanov
- Toni Kotevski
- Slagjan Kralevski
- Aleksandar Krsteski
- Saško Krstev
- Emil Krstevski
- Aleksandar Krstevski
- Dejan Kuleski
- Laze Kuzmanov

## L
- Miroslav Lazarevski
- Miroslav Lazarevski
- Nijas Lena
- Dejan Leskarkoski
- Gjokšen Limanov
- Dragan Ljubisavljević

## M
- Marjan Madjarovski
- Filip Madžovski
- Dimitar Madzunarov
- Florijan Maksimovski
- Davor Manakovski
- Vanće Manćevski
- Elmir Mandak
- Elmir Mandak
- Jordan Manev
- Borce Manevski
- Gjorgji Manevski
- Bojan Markovski
- Goce Markovski
- Goce Markovski
- Ljupčo Markovski
- Danco Masev
- Asmer Mašić
- Goran Maznov
- Vladimir Medić
- Toni Meglenski
- Agron Memedi
- Vladimir Micevski
- Zoran Micevski
- Stanko Mickoski
- Marjan Mickov
- Marjan Mickov
- Dardan Miftari
- Bojan Mihajlovic
- Vukomir Mijanovic
- Miranda Arua Milcijades
- Dragan Milenkovski
- Blagoja Mileski
- Goce Milev
- Igor Milevski
- Ljupćo Milkovski
- Ljubodrag Milošević
- Miroslav Milošević
- Dejan Miloševski
- Nikola Miloševski
- Aleksandar Milušev
- Srecko Misajlovski
- Zoran Miserdovski
- Pero Miševski
- Vlatko Mitkovski
- Arso Mitreski
- Vasko Mitrev
- Igor Mitrevski
- Daniel Mojsov
- Gjorgji Mojsov
- Sokrat Mojsov
- Vladimir Mojsovski
- Senad Muminovic
- Nuri Mustafi

## N
- Marjan Nacev
- Dragan Nacevski
- Goran Najdovski
- Riste Nakovski
- Toni Nastov
- Toni Nastov
- Mirće Natkov
- Aleksandar Naumoski
- Riste Naumov
- Goran Naumovski
- Arben Nedzipi
- Nderim Nedzipi
- Nderim Nedzipi
- Lena Nijazi
- Vasko Nikolov
- Jane Nikolovski
- Trajče Nikov
- Dejan Nikovski
- Vlatko Novakov
- Arben Nuhii
- Ardijan Nuhii
- Ardijan Nuhii
- Arben Nuhiji
- Fisnik Nuhiu
- Edin Nuredinovski
- Edin Nuredinovski

## O
- Jovica Obradovic
- Bajram Oldzaj
- Santos Dos Oliveira
- Minas Osmani

## P
- Tome Paćovski
- Goran Pandev
- Pance Pandev
- Saško Pandev
- Vane Pandev
- (Veljko Paunović)
- Ivan Pejčić
- Zoran Pešovski
- Stefan Petkovski
- Stevće Petkovski
- Zlatko Petreseki
- Goce Petreski
- Filip Petrov
- Boško Petrović
- Toni Pitoska
- Artim Polozani
- Zoran PanevPop
- Oliver Popćanovski
- Oliver Popćanovski
- Aleksandar Popovski
- Mile Popovski
- Nikolćo Postoloski
- Borće Postolov
- Dejan Postolovski
- Bruno Presilski
- Bruno Presilski
- Goran Projkov
- Alan Prudnikov
- Darko Pančev

## R
- Igor Radivojevic
- Bobi Raleski
- Gaši Ramadan
- Boro Razmoski
- Besim Reći
- Šaban Redzep
- Vasil Ringov
- Dimce Risteski
- Stevica Ristić
- Riste Ristov
- Saško Ristov
- Dejan Ristovski
- Stefan Ristovski
- Darko Runtev

## S
- Ahil Sait
- Fidaim Saiti
- Lirim Saiti
- Mumin Salai
- Zoran Salevski
- Dzunejt Sali
- Ersan Sali
- Kujtim Salihu
- Darko Savevski
- Igor Savevski
- Dušan Savić
- Vladimir Sekulovski
- Erhan Selimi
- Rasim Selmani
- Zarko Serafimovski
- Jurica Siljanovski
- Zarko Simjanovski
- Voislav Simonovski
- Goran Simov
- Ljupćo Simovski
- Dejan Smilevski
- Slavce Sokolovski
- Kiril Sotirovski
- Silva Da Souza
- Filip Spaseski
- Dimitar Spasovski
- Vladimir Spasovski
- Zvonimir Stanković
- Gjorgji Stankovski
- Goran Stankovski
- Vladimir Stankovski
- Vasko Stefanov
- Kiril Stepanovski
- Igorće Stojanov
- Ile Stojanov
- Ilija Stojanov
- Panće Stojanov
- Aleksandar Stojanovski
- Goranćo Stojanovski
- Marjan Stojanovski
- Ilija Stojćevski
- Dragan Stojkov
- Miki Stojkov
- Dalibor Stojković
- Nebojša Stojković
- Živko Stojkovski
- Jordanćo Stojmenovski
- Aleksandar Stojov
- Miodrag Stokić
- Darko Strojmenovski

## Š
- Admir Šabani
- Arben Šakiri
- Astrit Šakiri
- Ivan Šarac
- Marko Šćepanović
- Vućina Šćepanović
- Vanće Šikov
- Zoran Šterjoski

## T
- Nikolće Tančevski
- Zlatko Tanevski
- Antonio Tasev
- Darko Tasevski
- Marjan Tašev
- Igor Tasković
- Ljupco Temelkovski
- Bobi Tenev
- Bobi Tenev
- Mitko Timov
- Goran Todorcev
- Blaze Todorovski
- Stojan Todorovski
- Darko Tofiloski
- Aleksandar Toleski
- Goce Toleski
- Nikola Tonev
- Metin Topojani
- Darko Trajčev
- Vanće Trajčov
- Rubin Trajkoski
- Saško Trajkov
- Trajče Trajkov
- Dragan Trenoski
- Dragan Trenovski
- Ivan Trićkovski
- Nikola Tripunovski
- Gjorgje Trpeski
- Goran Trpkovski
- Vladimir Tunevski

## U
- Dragan Ugrenović

## V
- Miroslav Vajs
- Domingos da Valdivino
- Aleksandar Vasilev
- Aleksandar Veleski
- Bilal Velija
- Toni Veljanovski
- Krste Velkovski
- Slavco Velkovski
- Dragan Veselinovski
- Vesna Vitanova
- Darko Vrskovski
- Goran Vućevski
- Vladimir Vujović
- Edmund Vukelj

## Z
- Igor Zafirovski
- Ivica Zafirovski
- Kostadin Zahov
- Igor Zajkov
- Branko Zdravevski
- Nikolće Zdravevski
- Goran Zdravkov
- Velimir Zdravković
- Muarem Zekir
- Ramadan Zekirija
- Nikola Zerdeski
- Nikola Zerdeski
- Dejan Zikov
- Burim Zulbeari